# Les Cammazes
Les Cammazes (okzitanisch Les Capmases) ist eine französische Gemeinde mit 398 Einwohnern (Stand: 1. Januar 2022) im Département Tarn in der Region Okzitanien (vor 2016 Midi-Pyrénées). Sie gehört zum Arrondissement Castres und ist Mitglied im Gemeindeverband Communauté de communes Aux sources du Canal du Midi. Die Bewohner werden Cammazols und Cammazolses genannt.

## Geografie

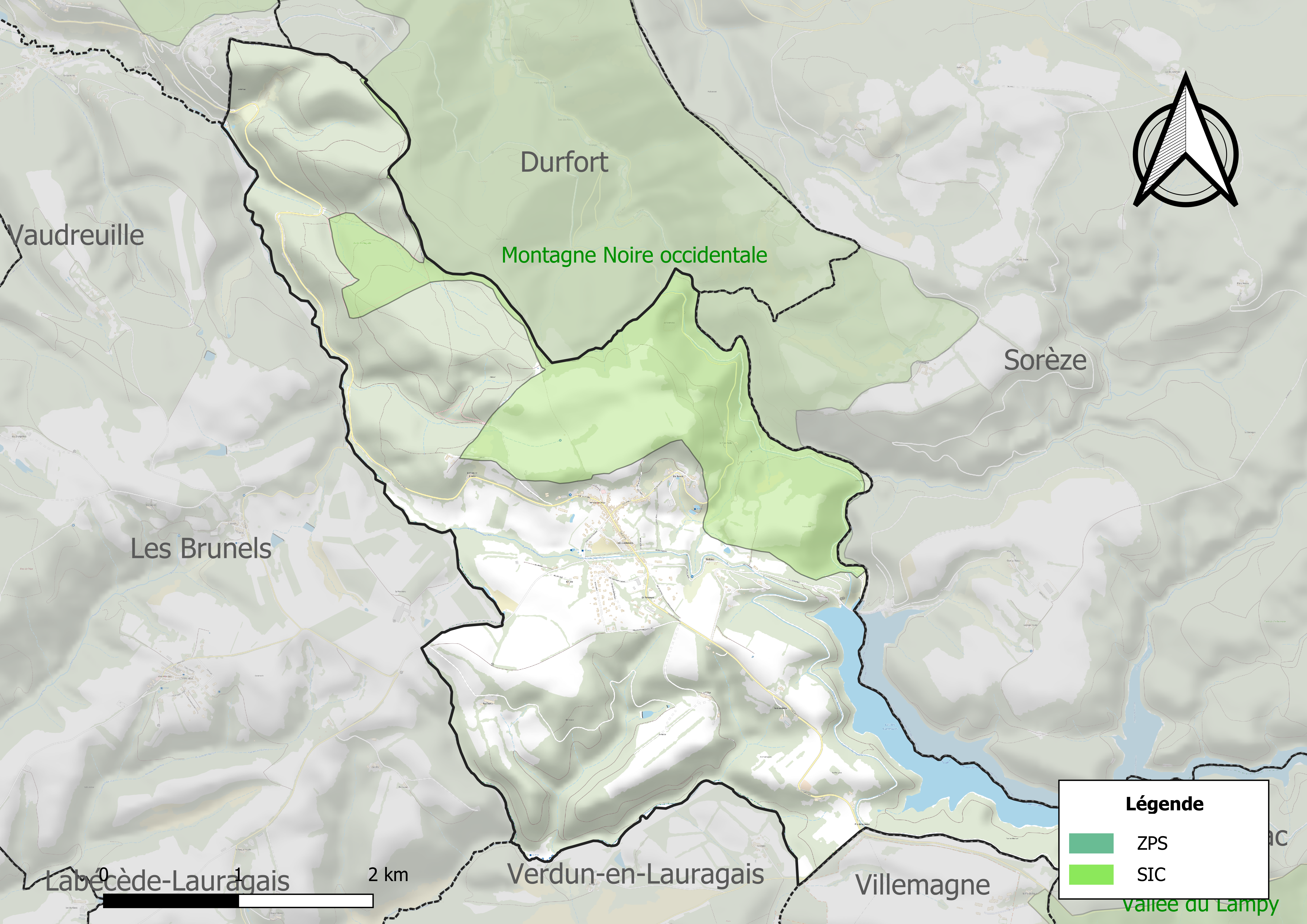
Natura 2000-Schutzgebiet in Les Cammazes

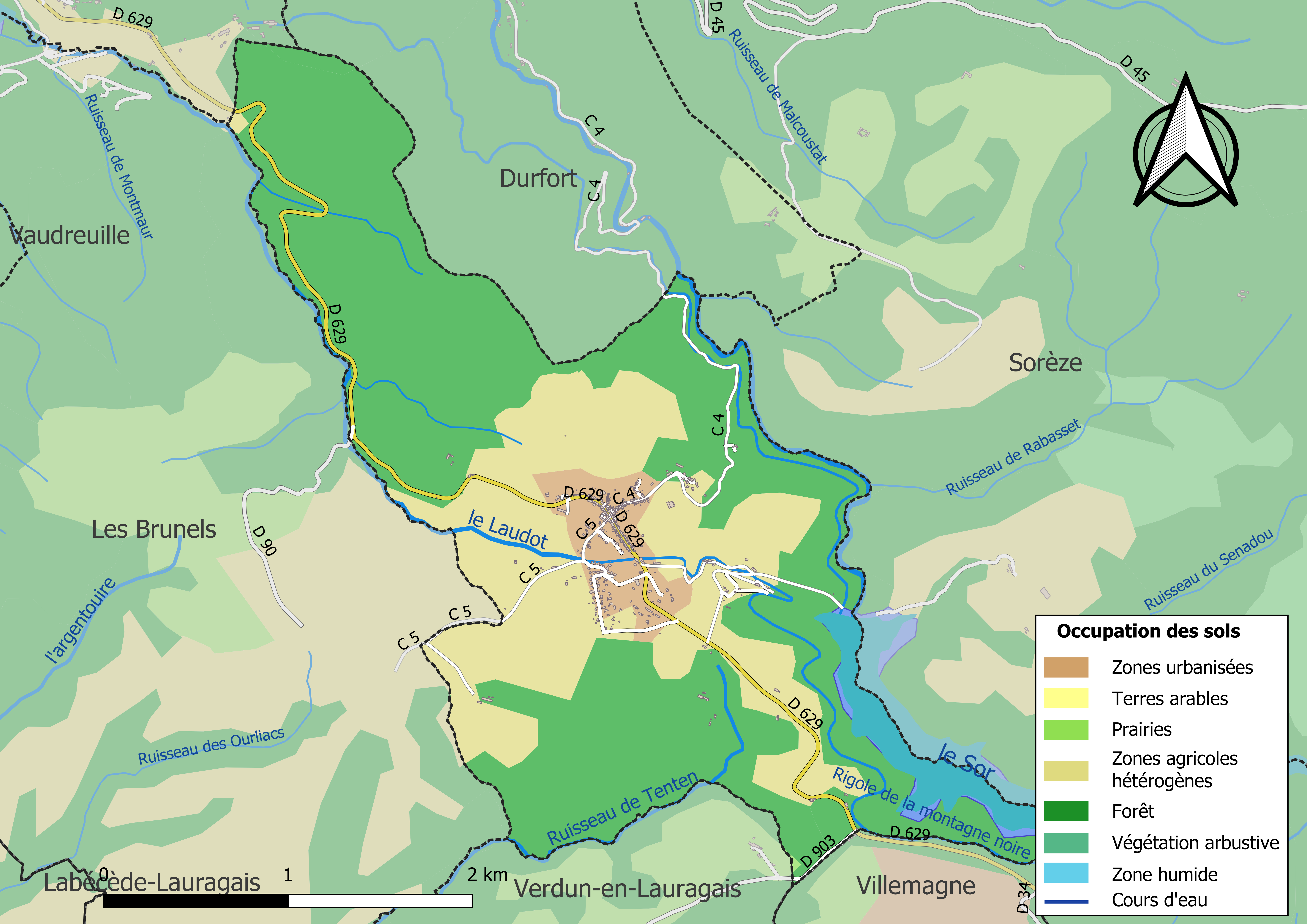
Bodennutzung, Hydrografie und Infrastruktur der Gemeinde (2018)

Les Cammazes befindet sich in der historischen Landschaft des Lauragais am südlichen Rand des Départements an der Grenze zum benachbarten Département Aude, etwa 31 Kilometer nordnordwestlich von Carcassonne und etwa 55 Kilometer ostsüdöstlich von Toulouse. Die Gemeinde liegt im Regionalen Naturpark Haut-Languedoc in der Montagne Noire. Das Zentrum liegt im Tal des Laudot auf etwa 610 m, das Gelände steigt im Norden auf über 650 m an.
Les Cammazes liegt im Einzugsgebiet der Garonne und wird neben dem Laudot vom Sor, vom Ruisseau de Tenten, von der Rigole de la montagne noire, vom Ruisseau de Rabasset  und von verschiedenen kleineren Bächen entwässert. Der Laudot entspringt auf dem Gebiet der Gemeinde, durchquert es zunächst zentral in westlicher Richtung bis zur westlichen Gemeindegrenze, der er im weiteren Verlauf folgt. Der Sor wird im Südosten im Lac de Cammazes gestaut und  begrenzt die Gemeinde in der Folge im Osten. Die Rigole de la montagne noire, der im Südosten aus dem Wasser des Laudot gespeist wird.
Das Gebiet von Les Cammazes ist Teil des insgesamt 1915 Hektar großen, im Jahre 2018 ins Leben gerufenen Natura 2000-Schutzgebiets „Montagne Noire occidentale“ (FR7300944) und von drei ZNIEFF-Naturzonen. Etwa 62 % der Fläche der Gemeinde sind bewaldet, etwa 129 % werden landwirtschaftlich genutzt.
Umgeben wird Les Cammazes von den sieben Nachbargemeinden:
| Sorèze             | Durfort                                      |                |
| Les Brunels (Aude) | Kompassrose, die auf Nachbargemeinden zeigt  | Sorèze         |
|                    | Verdun-en-Lauragais (Aude) Villemagne (Aude) | Saissac (Aude) |

## Bevölkerungsentwicklung

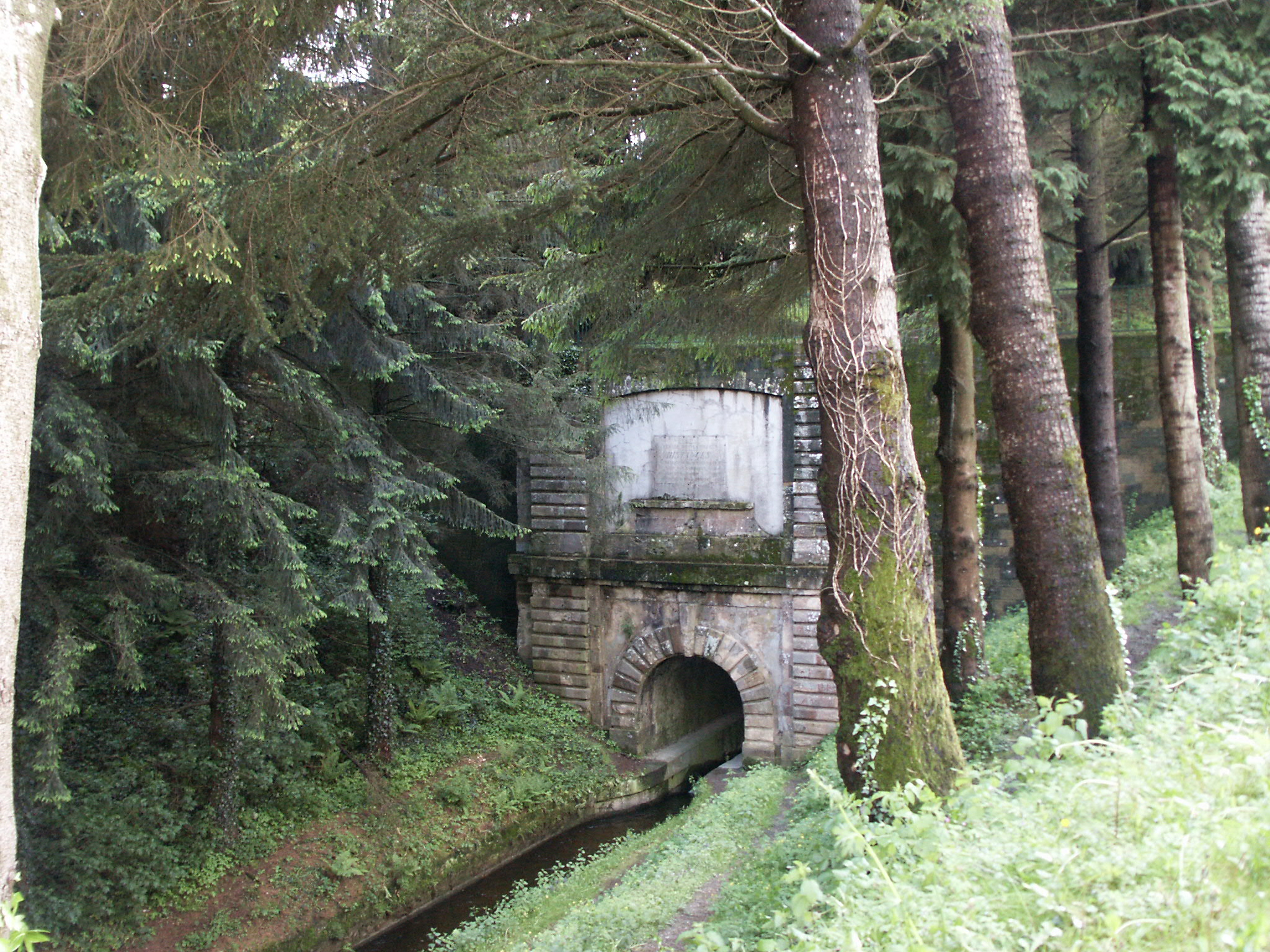
Percée des Cammazes

| Les Cammazes: Einwohnerzahlen von 1793 bis 2020                                                                            | Les Cammazes: Einwohnerzahlen von 1793 bis 2020 | Les Cammazes: Einwohnerzahlen von 1793 bis 2020 | Les Cammazes: Einwohnerzahlen von 1793 bis 2020 | Les Cammazes: Einwohnerzahlen von 1793 bis 2020 |
| --- | ----------------------------------------------- | ----------------------------------------------- | ----------------------------------------------- | ----------------------------------------------- |
| Jahr |                                                 |                                                 |                                                 | Einwohner                                       |
| 1793 | 1793                                            |                                                 | 600                                             | 600                                             |
| 1800 | 1800                                            |                                                 | 614                                             | 614                                             |
| 1806 | 1806                                            |                                                 | 650                                             | 650                                             |
| 1821 | 1821                                            |                                                 | 640                                             | 640                                             |
| 1831 | 1831                                            |                                                 | 740                                             | 740                                             |
| 1836 | 1836                                            |                                                 | 780                                             | 780                                             |
| 1841 | 1841                                            |                                                 | 832                                             | 832                                             |
| 1846 | 1846                                            |                                                 | 849                                             | 849                                             |
| 1851 | 1851                                            |                                                 | 808                                             | 808                                             |
| 1856 | 1856                                            |                                                 | 780                                             | 780                                             |
| 1861 | 1861                                            |                                                 | 810                                             | 810                                             |
| 1866 | 1866                                            |                                                 | 811                                             | 811                                             |
| 1872 | 1872                                            |                                                 | 757                                             | 757                                             |
| 1876 | 1876                                            |                                                 | 752                                             | 752                                             |
| 1881 | 1881                                            |                                                 | 722                                             | 722                                             |
| 1886 | 1886                                            |                                                 | 728                                             | 728                                             |
| 1891 | 1891                                            |                                                 | 693                                             | 693                                             |
| 1896 | 1896                                            |                                                 | 694                                             | 694                                             |
| 1901 | 1901                                            |                                                 | 649                                             | 649                                             |
| 1906 | 1906                                            |                                                 | 667                                             | 667                                             |
| 1911 | 1911                                            |                                                 | 632                                             | 632                                             |
| 1921 | 1921                                            |                                                 | 502                                             | 502                                             |
| 1926 | 1926                                            |                                                 | 440                                             | 440                                             |
| 1931 | 1931                                            |                                                 | 384                                             | 384                                             |
| 1936 | 1936                                            |                                                 | 325                                             | 325                                             |
| 1946 | 1946                                            |                                                 | 278                                             | 278                                             |
| 1954 | 1954                                            |                                                 | 444                                             | 444                                             |
| 1962 | 1962                                            |                                                 | 262                                             | 262                                             |
| 1968 | 1968                                            |                                                 | 213                                             | 213                                             |
| 1975 | 1975                                            |                                                 | 201                                             | 201                                             |
| 1982 | 1982                                            |                                                 | 174                                             | 174                                             |
| 1990 | 1990                                            |                                                 | 179                                             | 179                                             |
| 1999 | 1999                                            |                                                 | 209                                             | 209                                             |
| 2006 | 2006                                            |                                                 | 283                                             | 283                                             |
| 2013 | 2013                                            |                                                 | 282                                             | 282                                             |
| 2020 | 2020                                            |                                                 | 366                                             | 366                                             |
| Quelle(n): EHESS/Cassini bis 1999, INSEE ab 2006 Anmerkung(en): Ab 1962 offizielle Zahlen ohne Einwohner mit Zweitwohnsitz |                                                 |                                                 |                                                 |                                                 |

## Sehenswürdigkeiten
- Bei Les Cammazes fließt die Rigole de la Montagne, ein Versorgungswasserrinne des Canal du Midi, durch den 122 Meter langen und drei Meter breiten Tunnel Percée des Cammazes, ein Bauwerk Vaubans aus den Jahren 1686–88. Er ist als Teil des Canal du Midi seit 1996 als Weltkulturerbe der UNESCO, seit 1997 als Monument historique eingeschrieben.[7]
- Wenngleich die Pfarrei Campmazès bei der Gründung der Diözese Lavaur im Jahr 1317 erwähnt wird, taucht der erste Pfarrer in den Quellen erst 1635 auf. Mit Beschluss vom 30. September 1807 ist er für den Wiederaufbau der Pfarrkirche Notre-Dame vor Ort vorgesehen. Die Arbeiten begannen 1820 und wurden 1825 abgeschlossen. Die Gemälde des Gewölbes und der Decken stammen von Malern von Saint-Julia. Im Jahr 1868 wurde der Friedhof hinter die Kirche verlegt und im Jahr 1879 wurde die Sakristei neu gebaut. Der Glockenturm wurde 1952 neu gebaut.

## Sport
Im Jahr 2022 führte die 15. Etappe der 109. Austragung der Tour de France durch Les Cammazes. Auf der D629 wurde mit der Côte de Cammazes (647 m) eine Bergwertung der 3. Kategorie abgenommen. Sieger der Bergwertung war der Franzose Benjamin Thomas.

## Verkehr
Die Departementsstraße 629, die ehemalige Route nationale 629, von Revel nach Pezens in der Nähe von Carcassonne ist die Hauptverbindungsstraße der Gemeinde. Die Departementsstraße 903 zweigt im Südosten von ihr ab und verbindet die Gemeinde mit Verdun-en-Lauragais im Süden. 